# Великая Гомольша
Вели́кая Гомо́льша (укр. Велика Гомільша) — село, Великогомольшанский сельский совет, Змиёвский район, Харьковская область, Украина.
Код КОАТУУ — 6321781501. Население по переписи 2001 года составляет 466 (220/246 м/ж) человек.
Является административным центром Великогомольшанского сельского совета, в который, кроме того, входят сёла Западня, Клименовка, Казачка и Пасеки.

## Географическое положение
Село Великая Гомольша находится на левов берегу реки Гомильша, которая через 8 км впадает в реку Северский Донец (правый приток), на реке и её притоках несколько запруд, село окружено большим лесным массивом (дуб).

## Происхождение названия
В некоторых документах село называют Великая Гомильша, Большая Гомольша.

## История
- 1722 — дата основания[1].

## Экономика
- База отдыха Полесье(строится).
- Детский оздоровительный лагерь «Аист».

## Объекты социальной сферы
- Школа.
- Спортивная площадка.

## Достопримечательности
- Братская могила советских воинов и партизан. Похоронено 307 воинов и партизан.
- Государственный ландшафтный заказник местного значения «Гомольшанская лесная дача».